# 남윤호 (컬링 선수)
남윤호(1984년 1월 19일~)는 대한민국의 컬링 선수이다.